# Edwin Airey

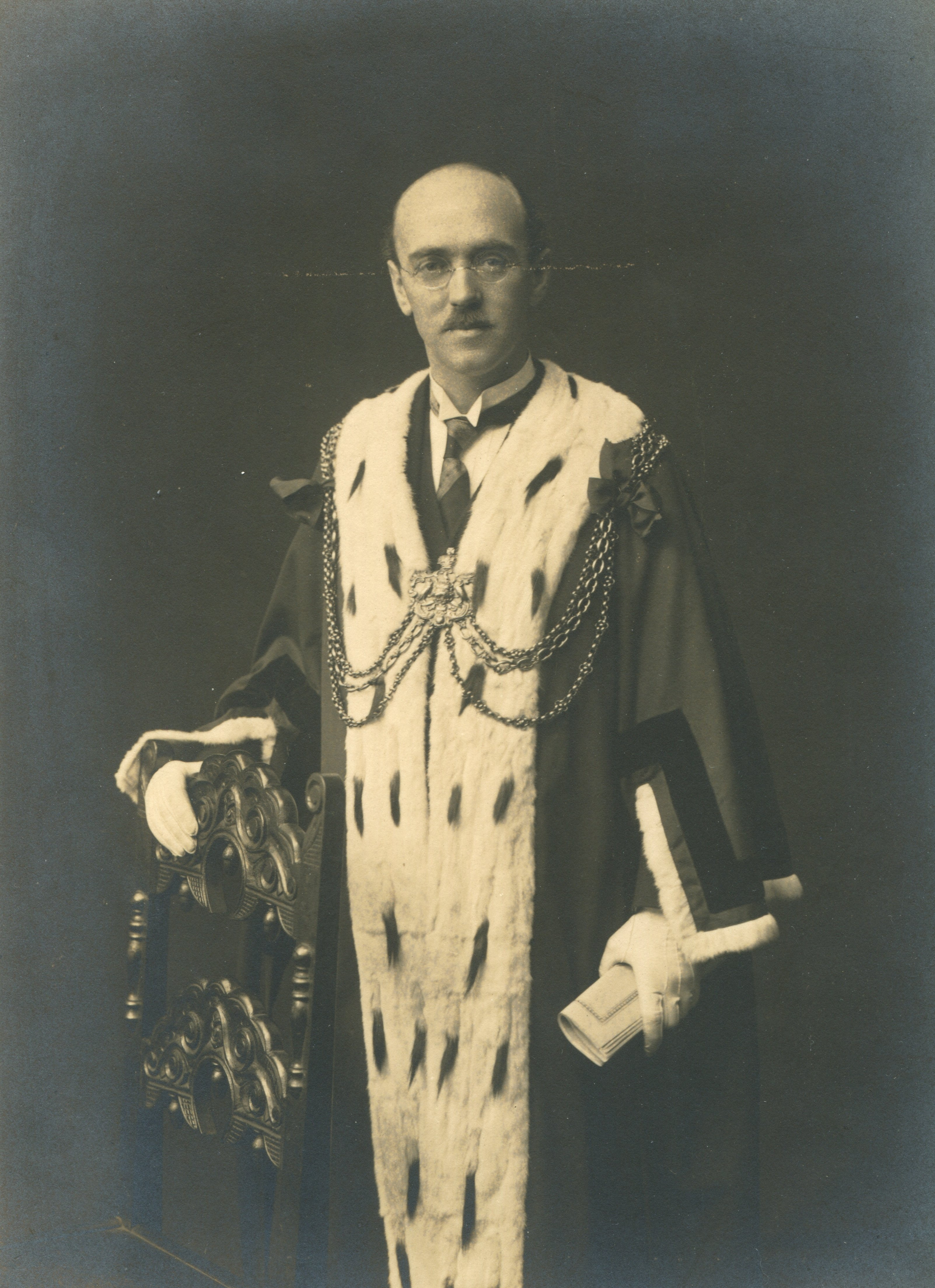
Edwin Airey

Sir Edwin Airey (7 februari 1878 – 14 maart 1955) was een Britse civiel- en industrieel ingenieur en verantwoordelijk voor de geprefabriceerde Airey-woningen die na de Tweede Wereldoorlog in het Verenigd Koninkrijk werden gebouwd.

## Levensloop
Edwin Airey werd geboren in 1878 in Leeds, als zoon van William Airey. Zijn oudere broer, John Robinson Airey (1868–1937) werd een vooraanstaand wiskundige. Hij studeerde aan de Leeds Central High School en het Yorkshire College en trouwde in 1904 met Edith Greaves. Het echtpaar kregen een zoon en vier dochters. Hij nam het bouwbedrijf van zijn vader, W. M. Airey & Sons, over. Tijdens de Eerste Wereldoorlog was hij transportadviseur bij het Ministerie van Voedsel. Hij en zijn bedrijf waren erg betrokken bij de bouw voor het Ministerie van Munitie, en daarna het Ministerie van Volksgezondheid. Voor deze werkzaamheden ten behoeve van het maatschappelijk welzijn dat hij in 1922 werd geridderd in de King's Birthday Honours.
Tijdens de Tweede Wereldoorlog produceerde het bedrijf onderkomens voor Amerikaanse troepen die in het VK waren gestationeerd. Dit leidde tot de ontwikkeling van geprefabriceerde betonnen plaatelementen die snel konden worden geassembleerd tot huizen ter vervanging van de tijdens de oorlog verwoeste huizen. Prototypes werden in 1945 in Seacroft, Leeds opgesteld, gevolgd door honderden in het gebied van de Londen County Council. In totaal werden 20.000 Airey-woningen besteld: het waren twee verdiepingen tellende halfvrijstaande huizen, aanvankelijk om te worden gebruikt als twee appartementen, en vervolgens om te bouwen tot eengezinswoningen zodra de naoorlogse woningcrisis voorbij was. Ze waren bedoeld als permanente woningen in plaats van tijdelijke woningen. 
Ook voor de naoorlogse woningbouw in Nederland is de geprefabriceerde bouwmethodiek van Airey bepalend geweest. Vele Airey-woningen zijn gebouwd in onder anderen Amsterdam, Eindhoven, Emmeloord, Helmond, Meppel en Nijmegen. Voor zijn werk in de naoorlogse wederopbouw decoreerde de Nederlandse overheid hem in 1949 als Commandant in de Orde van Oranje-Nassau.
Hij woonde in Oakwood Grange, Leeds.
Airey heeft op verschillende manieren bijgedragen aan sport in Yorkshire. Hij was voorzitter van de Leeds Cricket, Football and Athletic Company en was verantwoordelijk voor de ontwikkeling van Headingley Stadium en de oprichting van een grote cricketlocatie. 
Airey was een actief lid van de Conservatieve Partij en werd burgemeester van Leeds 1923-1924. Andere functies die Airey bekleedde waren onder meer de Hoge Sheriff van Yorkshire 1944–1945; Voorzitter van de Rugby Football League 1951–1952, Voorzitter van de Institution of Structural Engineers (afdeling Yorkshire) 1944–1945.
Hij stierf op 14 maart 1955.